# Гриер, Пэм
Пэм Гри́ер (англ. Pam Grier; род. 26 мая 1949 года) — американская актриса. Заметная актриса эксплуатационных фильмов 1970-х годов направлений «женщины в тюрьме» («Дом большой куклы», «Женщины в клетках», «Большая клетка для птиц», «Чёрная мама, белая мама») и блэксплотейшн («Коффи», «Фокси Браун»). Получила множество номинаций за роль в фильме «Джеки Браун» (1997) Квентина Тарантино.

## Ранние годы
Пэм Гриер родилась 26 мая 1949 года в Уинстон-Сейлеме, что в Северной Каролине, в семье армейского механика Кларенса Гриера и медсестры Гвендалин Сэмуелс, где помимо Пэм было ещё три ребёнка. К 18 годам Пэм жила уже в Денвере (штат Колорадо), где закончила East High School и Metropolitan State College. В это же время происходит одно из первых появлений Пэм на большой аудитории — она участвует в конкурсе «Мисс университет Колорадо». По некоторым сведениям, одной из первых её работ была работа телефонистки в кинокомпании American International Pictures.

## Карьера
Дебютом Гриер в кино стала роль в фильме 1970 года «За пределами долины кукол» режиссёра Русса Мейера. В 1971 году она снялась в фильме Джека Хилла «Дом большой куклы». В 1972 году Пэм снялась в фильме «Люди сумерек», где сыграла сексуальную женщину-кошку. Годом позже она была задействована в фильме «Арена», рассказывающем о женщинах-гладиаторах. В 1977 году Пэм снялась в фильме «Грязный свет» режиссёра Ричарда Прайора. Фильм был более серьёзным по сравнению с предыдущими, однако так и не позволил актрисе выйти в большое кино. Следующим фильмом с участием Пэм Гриер стал фильм 1981 года «Форт Апач Бронкса», где она исполнила роль проститутки, однако множество сцен с её участием было вырезано в процессе монтажа.
Успех к Пэм пришёл с фильмом 1983 года «Именно так зло и приходит», в основу которого был положен рассказ Рэя Бредбери. Ей досталась роль без слов «самой красивой женщины в мире», которую в фильме олицетворяла ведьма. В 1986 году сыграла в научно-фантастическом фильм «Виндикатор» режиссёра Жана-Клода Лорда. Также актриса принимала участие в телесериале «Полиция Майами» и фильме с участием Стивена Сигала «Над законом». В начале 1990-х годов Пэм снялась в фильмах «Класс 1999» и «Новые приключения Билла и Теда».
В 1996 году Пэм снялась в гангстерском фильме «Горячий город» вместе с Джимом Брауном, Ричардом Раундтри и Фредом Уильямсоном. В этом же году она принимала участие в съёмках таких фильмов как «Побег из Лос-Анджелеса» Джона Карпентера и «Марс атакует!» Тима Бёртона. В 1997 году Пэм снялась в фильме Квентина Тарантино «Джеки Браун», ставшим самым заметным в её карьере. За участие в фильме Пэм номинировалась как лучшая актриса на такие премии, как «Золотой глобус», NAACP Image Award, «Спутник» и Премия Гильдии киноактёров США.
В 2001 году вместе со Снуп-Догом снялась в фильме «Кости». С 2004 по 2009 год снималась в телесериале телеканала Showtime «Секс в другом городе», где играла сестру главной героини, натуралку Кит Портер, талантливую певицу и бизнесвумен.

## Личная жизнь
Пэм не была замужем, но состояла в романтических отношениях с Ричардом Прайором и Каримом Абдул-Джаббаром.
В 1990 году её старшая сестра умерла от рака, а племянник, не пережив утраты матери, совершил самоубийство. У самой Пэм диагностировали рак в 1988 году. Врачи давали ей всего 18 месяцев жизни, но она справилась с болезнью.

## Фильмография

### Кино
| Год  | Название на русском               | Оригинальное название                 | Роль                     | Примечания             |
| ---- | --------------------------------- | ------------------------------------- | ------------------------ | ---------------------- |
| 1970 | За пределами долины кукол         | Beyond the Valley of the Dolls        | четвёртая женщина        |                        |
| 1971 | Дом большой куклы                 | The Big Doll House                    | Гриар                    |                        |
| 1971 | Женщины в клетках                 | Women in Cages                        | Алабама                  |                        |
| 1972 | Сумеречные люди                   | The Twilight People                   | Айеса, женщина-пантера   |                        |
| 1972 | Прохладный ветерок                | Cool Breeze                           | Мона                     |                        |
| 1972 | Большая клетка для птиц           | The Big Bird Cage                     | Блоссом                  |                        |
| 1972 | Наёмный убийца                    | Hit Man                               | Гозельда                 |                        |
| 1973 | Чёрная мама, белая мама           | Black Mama, White Mama                | Ли Дэниелс               |                        |
| 1973 | Коффи                             | Coffy                                 | Коффи                    |                        |
| 1973 | Кричи, Блакула, кричи             | Scream Blacula Scream                 | Лиза Фортье              |                        |
| 1974 | Арена                             | The Arena                             | Мамави                   |                        |
| 1974 | Фокси Браун                       | Foxy Brown                            | Фокси Браун              |                        |
| 1975 | Красотка Шиба                     | Sheba, Baby                           | Шиба Шейн                |                        |
| 1975 | Бактаун, США                      | Bucktown                              | Арета                    |                        |
| 1975 | Фрайдей Фостер                    | Friday Foster                         | Фрайдей Фостер           |                        |
| 1976 | Барабан                           | Drum                                  | Реджин                   |                        |
| 1977 | Ночь прилива                      | La notte dell’alta marea              | Сандра                   |                        |
| 1977 | Молния                            | Greased Lightning                     | Мэри                     |                        |
| 1981 | Форт Апач, Бронкс                 | Fort Apache the Bronx                 | Шарлотт                  |                        |
| 1983 | Вполне тяжело                     | Tough Enough                          | Мира                     |                        |
| 1983 | Именно так зло и приходит         | Something Wicked This Way Comes       | Ведьма Праха             |                        |
| 1985 | В одиночку                        | Stand Alone                           | Кэтрин Болан             |                        |
| 1986 | Виндикатор                        | The Vindicator                        | Хантер                   |                        |
| 1986 | На краю                           | On the Edge                           | Кора                     |                        |
| 1987 | Полуночники                       | The Allnighter                        | сержант Маклиш           |                        |
| 1988 | Над законом                       | Above the Law                         | Делорес «Джекс» Джексон  |                        |
| 1989 | Доставить по назначению           | The Package                           | Рут Батлер               |                        |
| 1990 | Класс 1999                        | Class of 1999                         | миссис Коннорс           |                        |
| 1991 | Новые приключения Билла и Теда    | Bill & Ted’s Bogus Journey            | мисс Вардро              |                        |
| 1993 | Вооружённый отряд                 | Posse                                 | Фиби                     |                        |
| 1995 | Убийство было делом               | Murder Was the Case: The Movie        | Фокси Браун              | короткометражный фильм |
| 1995 | Маньяк                            | Serial Killer                         | капитан Мэгги Дейвис     | сразу на видео         |
| 1996 | Горячий город                     | Original Gangstas                     | Лори Томпсон             |                        |
| 1996 | Побег из Лос-Анджелеса            | Escape from L.A.                      | Хёрши Лас Пальмас        |                        |
| 1996 | Марс атакует!                     | Mars Attacks!                         | Луиз Уильямс             |                        |
| 1997 | Ордер на стриптиз                 | Strip Search                          | Джанетт                  |                        |
| 1997 | —                                 | Fakin’ Da Funk                        | Аннабель Ли              |                        |
| 1997 | Джеки Браун                       | Jackie Brown                          | Джеки Браун              |                        |
| 1999 | Королевы убийства                 | Jawbreaker                            | детектив Вера Круз       |                        |
| 1999 | Завтра не придёт никогда          | No Tomorrow                           | Дайан                    |                        |
| 1999 | На дне бездны                     | In Too Deep                           | детектив Анджела Уилсон  |                        |
| 1999 | Священный дым                     | Holy Smoke                            | Кэрол                    |                        |
| 2000 | Снежный день                      | Snow Day                              | Тина                     |                        |
| 2000 | Крепость 2: Возвращение           | Fortress 2                            | Сьюзан Менденхолл        |                        |
| 2000 | Бешеная                           | Wilder                                | детектив Делла Уайлдер   |                        |
| 2001 | Столкновение в Нью-Йорке          | 3 A.M.                                | Джордж                   |                        |
| 2001 | Горечь любви                      | Love the Hard Way                     | детектив Линда Фокс      |                        |
| 2001 | Призраки Марса                    | Ghosts of Mars                        | коммандер Хелена Брэддок |                        |
| 2001 | Кости                             | Bones                                 | Перл                     |                        |
| 2002 | Приключения Плуто Нэша            | The Adventures of Pluto Nash          | Флура Нэш                |                        |
| 2002 | Ребёнок в семье                   | Baby of the Family                    | миссис Уильямс           |                        |
| 2005 | Закон силы                        | Back in the Day                       | миссис Купер             |                        |
| 2010 | Просто Райт                       | Just Wright                           | Дженис Райт              |                        |
| 2010 | —                                 | The Invited                           | Зелда                    |                        |
| 2011 | Ларри Краун                       | Larry Crowne                          | Франсис                  |                        |
| 2012 | Женщина, ты свободна! На 7-й день | Woman Thou Art Loosed: On the 7th Day | детектив Баррик          |                        |
| 2012 | Железный кулак                    | The Man with the Iron Fists           | Джейн                    |                        |
| 2012 | Мафия                             | Mafia                                 | Джеймс Уомак             |                        |
| 2017 | Плохие бабушки                    | Bad Grandmas                          | Корали                   |                        |
| 2017 | —                                 | Being Rose                            | Лили                     |                        |
| 2019 | Помпошки                          | Poms                                  | Олив                     |                        |

### Телевидение
| Год       | Название на русском                   | Оригинальное название                           | Роль                      | Примечания                                             |
| --------- | ------------------------------------- | ----------------------------------------------- | ------------------------- | ------------------------------------------------------ |
| 1979      | Корни: Следующие поколения            | Roots: The Next Generations                     | Фрэнси                    | мини-сериал; эпизод: Part IV                           |
| 1980      | Лодка любви                           | The Love Boat                                   | Синтия Уилбур             | телесериал; 2 эпизода                                  |
| 1985      | Знак убийцы                           | Badge of the Assassin                           | Александра «Али» Хорн     | телефильм                                              |
| 1985—1989 | Полиция Майами                        | Miami Vice                                      | Валери Гордон             | телесериал; 3 эпизода                                  |
| 1986—1988 | Криминальные истории                  | Crime Story                                     | Сюзанн Терри              | телесериал; 7 эпизодов                                 |
| 1986—1989 | Ночной суд                            | Night Court                                     | Бенет Коллинз             | телесериал; 3 эпизода                                  |
| 1987      | Шоу Косби                             | The Cosby Show                                  | Саманта                   | эпизод: Planning Parenthood                            |
| 1988      | Место Фрэнка                          | Frank’s Place                                   | Нима Шерон                | эпизод: Frank’s Place — The Movie                      |
| 1989      | Звонящий в полночь                    | Midnight Caller                                 | Сьюзан Провинс            | эпизод: Blood Red                                      |
| 1990      | Тихая пристань                        | Knots Landing                                   | лейтенант Гатри           | телесериал; 2 эпизода                                  |
| 1991      | Монстры                               | Monsters                                        | Матильда                  | эпизод: Hostile Takeover                               |
| 1992      | —                                     | Pacific Station                                 | Грейс Баллард             | эпизод: My Favorite Dad                                |
| 1992      | Право матери: История Элизабет Морган | A Mother’s Right: The Elizabeth Morgan Story    | Линда Холман              | телефильм                                              |
| 1994      | В ярких красках                       | In Living Color                                 | н/д                       | эпизод: Mrs. Ikefire                                   |
| 1994      | —                                     | The Sinbad Show                                 | Линн Монтгомери           | эпизод: The Telethon                                   |
| 1994      | Принц из Беверли-Хиллз                | The Fresh Prince of Bel-Air                     | Дженис Робертсон          | эпизод: M Is for the Many Things She Gave Me           |
| 1995      | Маршал                                | The Marshal                                     | майор Ванетта Браун       | эпизод: Rainbow Comix                                  |
| 1996      | —                                     | Sparks                                          | мисс Грейсон              | эпизод: Pillow Talk                                    |
| 1996      | Братья Уэйанс                         | The Wayans Bros                                 | Эрика                     | эпизод: Goin’ to the Net                               |
| 1998      | Пинки и Брейн                         | Pinky and the Brain                             | Джули Оберн               | мультсериал; эпизод: Inherit the Wheeze; озвучка       |
| 1998      | Семейные благословления               | Family Blessings                                | миссис Куинси             | телефильм                                              |
| 1998—2000 | Линки                                 | Linc’s                                          | Элеанор Брейтуэйт Уинтроп | телесериал; основная роль                              |
| 1999      | Дикая семейка Торнберри               | The Wild Thornberrys                            | мама Спрингбок            | мультсериал; эпизод: Stick Your Neck Out; озвучка      |
| 1999      | Сказочные истории для всех детей      | Happily Ever After: Fairy Tales for Every Child | императрица соловьёв      | мультсериал; эпизод: The Empress’ Nightingale; озвучка |
| 1999      | Звезда по имени Хейли Вагнер          | Hayley Wagner, Star                             | Сэм                       | телефильм                                              |
| 1999      | —                                     | For Your Love                                   | Бренда                    | эпизод: The Sins of the Mother and… the Boyfriend      |
| 2001      | Рокеры                                | Strange Frequency                               | н/д                       | эпизод: Time Is on My Side                             |
| 2001      | Праздник всех святых                  | The Feast of All Saints                         | Сюзетта                   | телефильм                                              |
| 2002      | Ночные видения                        | Night Visions                                   | доктор Льюис              | эпизод: Cargo/Switch                                   |
| 2002      | Лига справедливости                   | Justice League                                  | Ми’риа’х                  | мультсериал; 2 эпизода; озвучка                        |
| 2002—2003 | Закон и порядок: Специальный корпус   | Law & Order: Special Victims Unit               | Клаудия Уильямс           | телесериал; 2 эпизода                                  |
| 2003      | Умереть первым                        | 1st to Die                                      | Клэр Уошбеерн             | телефильм                                              |
| 2004—2009 | Секс в другом городе                  | The L Word                                      | Кит Портер                | телесериал; основная роль                              |
| 2008      | —                                     | Ladies of the House                             | Берди                     | телефильм                                              |
| 2010      | Тайны Смолвиля                        | Smallville                                      | Аманда Уоллер             | телесериал; 3 эпизода                                  |
| 2015      | Кливлендские пленницы                 | Cleveland Abduction                             | Карла                     | телефильм                                              |
| 2018—2019 | Это мы                                | This Is Us                                      | бабуля                    | телесериал; 2 эпизода                                  |
| 2019      | —                                     | A Christmas Wish                                | Мэри                      | телефильм                                              |
| 2019      | Благослови этот бардак                | Bless This Mess                                 | Констанс Терри            | телесериал; основная роль                              |

### Игры
| Год  | Название                       | Роль              | Примечания |
| ---- | ------------------------------ | ----------------- | ---------- |
| 2013 | Grand Theft Auto V             | диджей на радио   |            |
| 2016 | Call of Duty: Infinite Warfare | в роли самой себя |            |